# Нижние Курчали
Нижние Курчали (чечен. Лаха-Курчалa) — Административный центр Курчалинского сельского поселения.

## География
Расположено на правом берегу реки Гумс, в 40 км к северо-востоку от районного центра Ведено.
Ближайшие сёла: на севере — Шерды-Мохк, на северо-востоке — Бас-Гордали, на северо-западе — Гуни, на юго-западе — Меседой и Эрсеной, на юго-востоке — Средние Курчали и Тазен-Кала.

## Название
Название селения связано с чеченским тайпом — курчалой.

## История
В 1944 году после депортации чеченцев и упразднения Чечено-Ингушской АССР селение Нижние Курчали, было переименовано в Иштибури и заселён выходцами из соседнего Дагестана.
После восстановления Чечено-Ингушской АССР, населённому пункту было возвращено его прежнее название Нижние Курчали, а выходцы из Дагестана переселены обратно.

## Население
| 1990 | 2002 | 2010 |
| ---- | ---- | ---- |
| 215  | ↘0   | ↗130 |

## Галерея

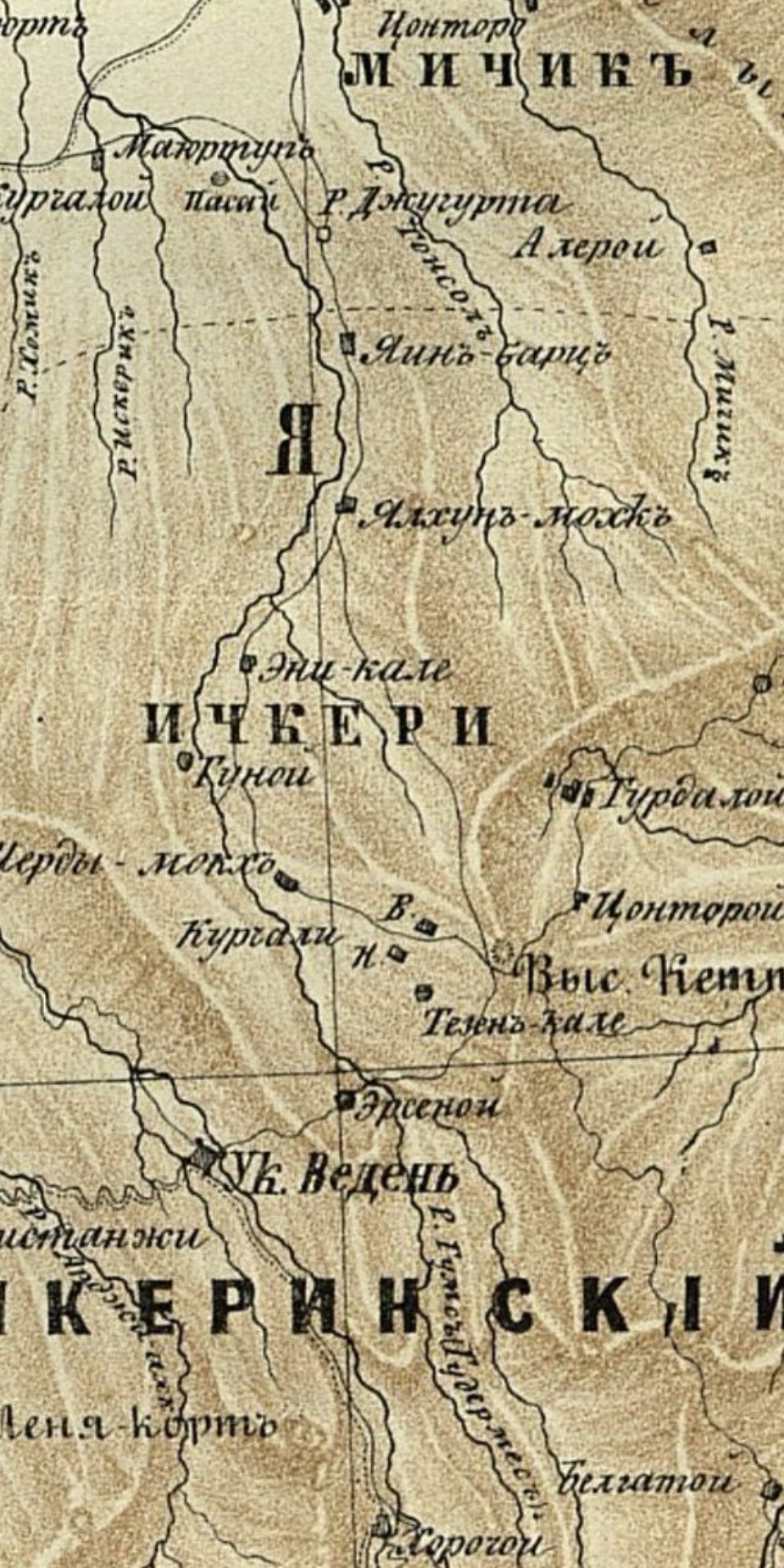
Курчали карта Берже А. П., 1859
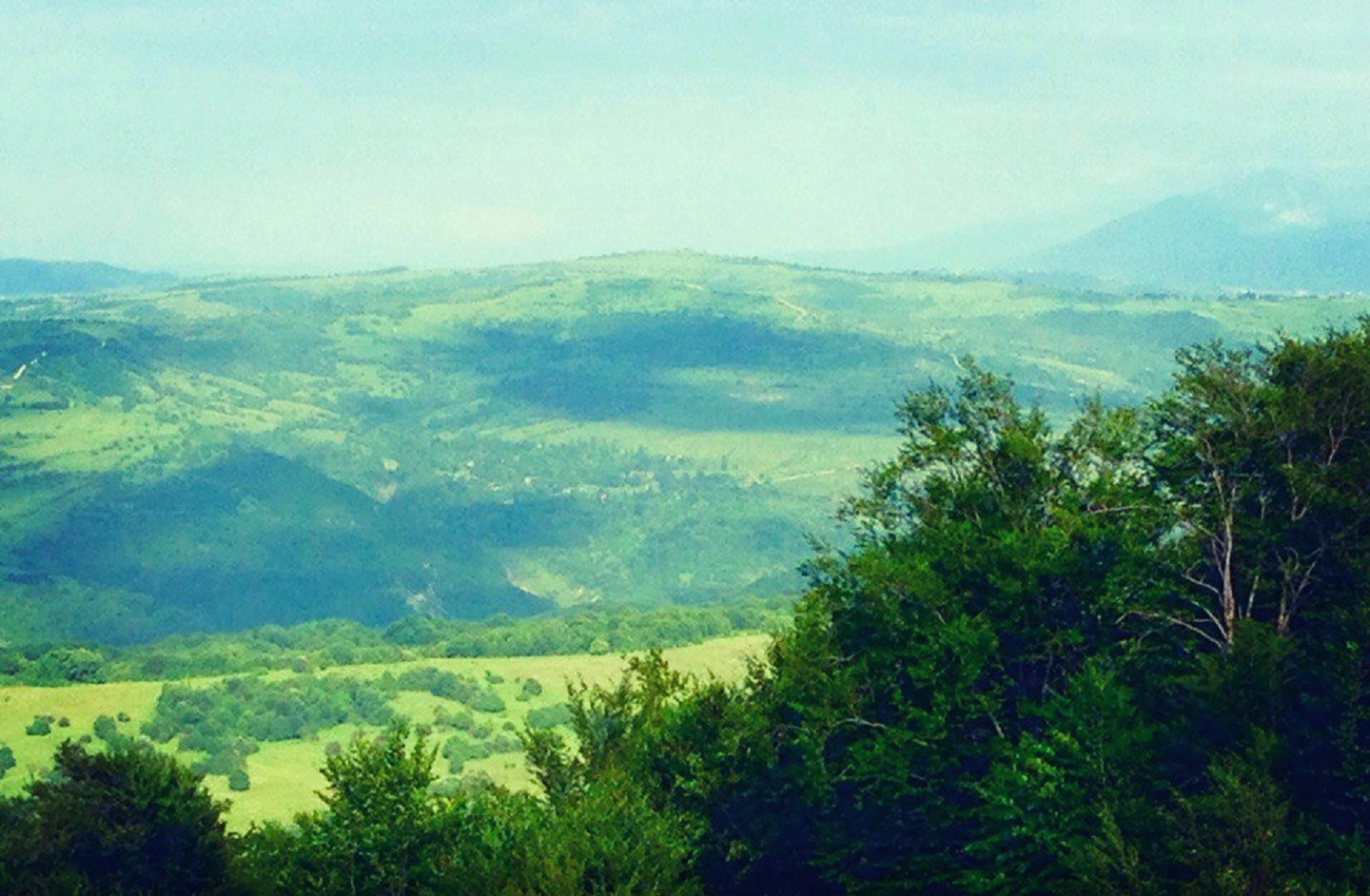
Телипан дук, высота 902.4
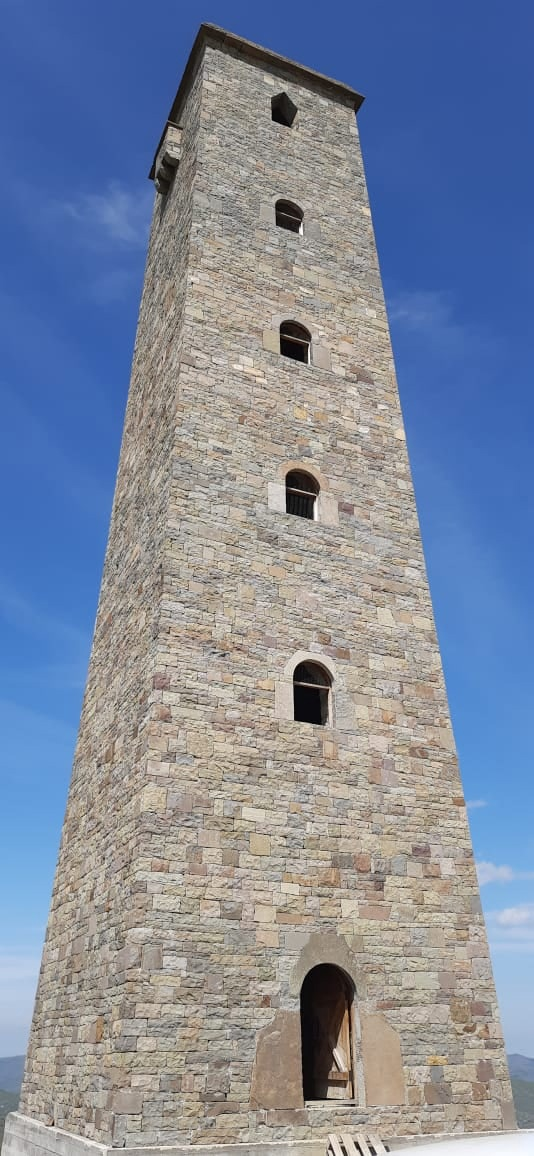
Курчалоевская башня